# Dryococelus australis
Dryococelus australis (tên tiếng Anh: bọ que đảo Lord Howe hoặc tôm hùm cây), là một loài bọ que sống tại nhóm đảo Lord Howe. Nó từng được coi là đã tuyệt chủng năm 1920, và đã được tái phát hiện vào năm 2001 (hiện tượng này được gọi là hiệu ứng Lazarus). Nó là đã tuyệt chủng trong môi trường sống lớn nhất, đảo Lord Howe, và được gọi là "côn trùng hiếm nhất trên thế giới", khi quần thể tái phát hiện chỉ gồm 24 cá thể sống trên các đảo nhỏ của Ball's Pyramid.
Con trưởng thành có kích thước dài lên đến 15 cm và cân nặng 25 gram với con cái lớn hơn con đực. Chúng có hình thuôn dài hình dạng và có đôi chân mạnh mẽ. Con đực có đùi dày hơn so với con cái. Không giống như hầu hết các loài phasmidae, chúng không có cánh, nhưng có thể chạy một cách nhanh chóng.
Các hành vi cặp đôi của côn trùng này rất bất thường của loài côn trùng. Con đực và con cái tạo thành một mối ràng buộc ghép đôi, con đực theo con cái và hoạt động của chúng phụ thuộc vào những gì con cái đang thực hiện. Ban đêm, khi đi ngủ, con đực sẽ dùng ba chân cuốn lấy con cái để bảo vệ.
Những con cái đẻ trứng trong khi treo trên nhánh cây. Trứng nở 9 tháng sau đó. Con nhộng có màu sáng màu xanh lá cây và hoạt động trong ngày, nhưng khi trưởng thành, chúng chuyển sang màu đen và trở thành ban đêm.
Loài này đã lựa chọn nơi sống ở đảo này, bất chấp việc thiếu thức ăn và điều kiện sinh sống khắc nghiệt. Bằng cách nào chúng lên được tới đỉnh của hòn đảo vẫn còn là một bí ẩn, nhưng các nhà khoa học đã bắt về bốn con và gây giống để tạo ra hàng ngàn cá thể mới, tránh cho chúng khỏi thảm họa tuyệt chủng. Những cá thể gốc được đặt tên là "Adam" và "Eva", các nhà khoa học cho biết. Năm 2003, một nhóm nghiên cứu từ Cục Động vật hoang dã và Vườn quốc gia New South Wales đã trở lại Ball's Pyramid và thu thập hai cặp sinh sản, một cặp chuyển cho người gầy giống tư nhân ở Sydney và sở thú Melbourne. Sau những khó khăn nghiêm trọng ban đầu, họ đã lai tạo thành công trong điều kiện nuôi nhốt tại Melbourne. Mục tiêu cuối cùng là để sản xuất một số lượng lớn để đem thả trở lại đảo Lord Howe nếu dự án để tiêu diệt các con chuột xâm nhập thành công. Trong năm 2006, số lượng cá thể nuôi nhốt là khoảng 50 con và hàng ngàn trứng chờ đợi để nở. Năm 2008, khi Jane Goodall đã đến thăm vườn thú, số lượng đã tăng lên đến 11.376 quả trứng và 700 con. 20 con đã được trả lại một môi trường sống đặc biệt trên đảo Lord Howewo.